# Franz Dölger
Franz Dölger (ur. 4 października 1891 w Kleinwallstadt, zm. 5 listopada 1968 w Monachium) – niemiecki historyk wypraw krzyżowych i bizantynolog.

## Życiorys
Studia ukończył w zakresie filologii klasycznej w Monachium, gdzie w 1919 uzyskał doktorat, a w 1926 habilitację, ale początkowo pracował jako bibliotekarz w Bibliotece Uniwersyteckiej w Monachium. Tam też uzyskał doktorat i habilitację. W 1931, po śmierci Augusta Heisenberga, objął jego katedrę, którą zajmował aż do przejścia na emeryturę w 1959 roku. Był członkiem Bawarskiej Akademii Nauk (Bayerische Akademie der Wissenschaften). Doktor honoris causa uczelni w Atenach (1937), Salonikach i Sofii (1939). W latach 1931–1963 był redaktorem naczelnym periodyku "Byzantinische Zeitschrift". Był jednym z pionierów bizantyńskiej dyplomatyki. Przeprowadził cenne kwerendy archiwalne na Górze Athos. W swojej pracy łączył metody filologiczne z historycznymi. W 1962 odznaczony Pour le Mérite za Naukę i Sztukę

## Wybrane publikacje
- Regesten der Kaiserkunden des oströmischen Reiches von 565-1453, t. 1-5, München: C.H. Beck 1958-1965.